# USS James K. Paulding (DD-238)
Za druga plovila z istim imenom glejte USS James K. Paulding.
USS James K. Paulding (DD-238) je bil rušilec razreda Clemson v sestavi Vojne mornarice Združenih držav Amerike.
Rušilec je bil poimenovan po Jamesu K. Pauldingu.